# Archie Bunker's Place
Archie Bunker's Place è una sitcom statunitense trasmessa dalla CBS per quattro stagioni tra il 1979 e il 1983.
Costituisce un diretto proseguimento della popolare serie Arcibaldo (All in the Family), trasmessa per nove stagioni dal 1971 al 1979. In Italia diversi suoi episodi sono stati trasmessi con lo stesso titolo della serie madre, Arcibaldo.

## Episodi
| Stagione         | Episodi | Prima TV originale | Prima TV Italia |
| ---------------- | ------- | ------------------ | --------------- |
| Prima stagione   | 24      | 1979-1980          | 1986            |
| Seconda stagione | 20      | 1980-1981          | 1986            |
| Terza stagione   | 28      | 1981-1982          | 1986            |
| Quarta stagione  | 24      | 1982-1983          | 1986            |

## Ascolti
| Stagione         | Telespettatori | Classifica ascolti |
| ---------------- | -------------- | ------------------ |
| Prima stagione   | 22.900.000     | 13                 |
| Seconda stagione | 21.400.000     | 12                 |
| Terza stagione   | 21.600.000     | 22                 |
| Quarta stagione  | 18.300.000     | 23                 |